# IT-Markt
IT-Markt ist ein Schweizer Fachmagazin für Unternehmen der Informations- und Kommunikationstechnologie. Die Fachzeitschrift berichtet über Produkte, Anwendungen und Anlässe aus IT, Telekommunikation, E-Business, Online und Webtechnologien. Das Magazin IT-Markt erscheint monatlich (10 Ausgaben jährlich). Herausgeber des IT-Markt Online und Print ist die Netzmedien AG, Zürich.
Die WEMF-beglaubigte Auflage beträgt 4'901 (Vj. 4'901) verkaufte bzw. 6'050 (Vj. 6'019) verbreitete Exemplare.